# Dobra santotomense
La dobra es la unidad monetaria de Santo Tomé y Príncipe. Es abreviada "DB" y se divide en 100 céntimos. La primera dobra fue introducida en 1977.
A partir del 1 de enero de 2018 una nueva divisa (STN) con el mismo nombre reemplazó a la primera dobra a razón de 1000 dobras "viejas" = 1 dobra "nueva".

## Primera dobra
La primera dobra (STD) estuvo ligada al euro tras un acuerdo firmado con Portugal en 2009 y que entró en vigor el 1 de enero de 2010. Tuvo una tasa de cambio fija de 24.500 dobras santotomenses = 1 euro.

#### Monedas de la primera dobra
En 1977, las monedas fueron introducidas con valores de 50 céntimos, 1, 2, 5, 10 y 20 dobras. A excepción de las monedas de 50 céntimos y 1 dobra, que fueron acuñadas en latón, el resto de los valores fueron hechos de Cupro-Níquel, incluyendo la moneda de 50 dobras, que fue puesta en circulación en el año 1990. En 1997, denominaciones más altas fueron introducidas con valores de 100, 250, 500, 1000 y 2000 dobras. De estas, las numismas de 100 y 250 dobras son circulares, las monedas de 500, 1000 y 2000 dobras son heptagonales.
En el anverso de todas las monedas que actualmente circulan aparece el Escudo Nacional de Santo Tomé y Príncipe, mientras que en el reverso de las mismas aparece escrito el texto "Aumentemos a produção" (Portugués: "Aumentemos la producción").
La hiperinflación sufrida por el país en los años 1996 y 1997 provocaron que las monedas de 50 Céntimos, 1, 2, 5, 10 y 20 dobras quedasen sin ningún valor. Por ende en el año 1997 se acuñaron las monedas que circularon hasta finales de 2017. He aquí una lista de ellas y su composición:
- 100 dobras (Cromo depositado en Acero)
- 250 dobras (Cromo depositado en Acero)
- 500 dobras (Cromo depositado en Acero)
- 1.000 dobras (Cromo depositado en Acero)
- 2.000 dobras (Cromo depositado en Acero)

#### Billetes de la primera dobra
En 1977, los billetes fueron introducidos con valores de 50, 100, 500 y 1000 dobras por el Banco Nacional de Santo Tomé y Príncipe. En 1996 billetes de , 5000, 10000, 20000 y 50000 dobras fueron introducidos. Una nueva edición de estos billetes fue publicada en 2006 con mejor calidad de impresión y mejor calidad técnica.
En diciembre de 2008 fue introducido el billete de 100000 dobras
Los valores de la serie de billetes de 2006:
- 5.000 dobras
- 10.000 dobras
- 20.000 dobras
- 50.000 dobras
- 100.000 dobras

Todos los biletes llevan el retrato de Rei Amador menos el de 100.000 Dobras que lleva el retrato de Francisco José Tenreiro.

## Segunda dobra
El 25 de agosto de 2017, el Banco Central de Santo Tomé y Príncipe dio a conocer al público que la dobra sería redenominada, en conmemoración con los 25 años de la fundación del banco, con un tipo de cambio de 1 nueva dobra = 1.000 viejas dobras. Se anunció que la nueva divisa entraría en vigencia el primer día del año 2018.
El tipo de cambio fijo vigente desde 2010 se mantiene con la redenominación, pasando a ser de 24,5 dobras = 1 euro.
La nueva familia de billetes se compone de seis denominaciones de 5, 10, 20, 50, 100 y 200 dobras. Los billetes de 5 y 10 dobras están elaborados con polímero, a su vez, los valores restantes serán de fibra de algodón. La familia de monedas está compuesta por cinco valores de 10, 20 y 50 céntimos, 1 y 2 dobras.

#### Monedas de la segunda dobra
Con la redenominación de su moneda nacional, en Banco Central de Santo Tomé y Príncipe introdujo monedas de 10, 20, 50 céntimos, 1 y 2 dobras. Las piezas de 10 y 20 céntimos son de acero revestido en cobre y las de 50 céntimos, 1 y 2 dobras son de acero bañado en níquel.

#### Billetes de la segunda dobra
La redenominación de la dobra trajo consigo la nueva serie de billetes con valores de 5, 10, 20, 50, 100 y 200 dobras. Los billetes de 20 a 200 dobras están elaborados a base de fibra de algodón. Los de 5 y 10 dobras están hechos en polímero. Toda la familia de billetes posee en su anverso diversas especies de mariposas mientras que del otro lado se exhiben distintos ejemplares de la fauna salvaje del país. Las monedas exhiben en su anverso el Escudo de Santo Tomé y Príncipe mientras que en la otra cara de las monedas los motivos lo componen la fauna de las islas.